# Ángel del Pozo

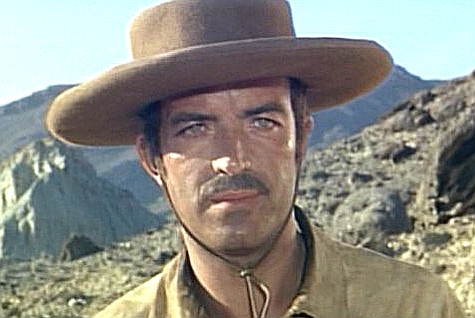
Angel del Pozo 1966 als Chet Miller in Der Gehetzte der Sierra Madre

Ángel del Pozo Merino (* 14. Juli 1934 in Madrid; † 29. März 2025) war ein spanischer Schauspieler.

## Leben
Del Pozo besuchte während seiner Schul- und Studienzeiten die Schauspielklassen und entschied sich, sein Hobby zum Beruf zu machen. Nach Erfahrungen als Bühnendarsteller im Ensemble um Lilí Murati (u. a. in der Komödie Un bruto para Patricia) trat er 1960 erstmals in einem Spielfilm auf und wurde zunächst als Herzensbrecher besetzt, danach in Genrefilmen als Charakterdarsteller regelmäßig gebucht; so sah man ihn allein in über 30 Italowestern; meist gab er den feigen, etwas verschlagenen Mann aus dem Hintergrund. In den 1970er Jahren führte er auch in vier Filmen selbst Regie. Nach einem Jahrzehnt abseits der Filmindustrie trat er als Geschäftsführer des TV-Senders Telecinco in Erscheinung, arbeitete für die Gestevisión und ging 2008 in den Ruhestand.
Im März 2025 starb Ángel del Pozo im Alter von 90 Jahren.

## Filmografie (Auswahl)
- 1960: Un bruto para Patricia
- 1961: Aufstand der Söldner (La rivolta dei mercenari)
- 1962: Bienvenido, padre Murray
- 1963: Die Kastilier (El valle de las espadas)
- 1965: Gleich wirst du singen, Vögelein (Mission spéciale à Caracas)
- 1965: Die Hölle von Manitoba
- 1965: Schieß, solange du kannst (L’Arme à gauche)
- 1965: Stirb aufrecht, Gringo! (La colt è mia legge)
- 1965: Die Verfluchten der Pampas (Savage pampas)
- 1966: Tampeko – Ein Dollar hat zwei Seiten (Per pochi dollari ancora)
- 1967: Der Gehetzte der Sierra Madre (La resa dei conti)
- 1967: Die goldene Sphinx (La sfinge d’oro)
- 1967: Cervantes – Der Abenteurer des Königs (Cervantes)
- 1967: Von Angesicht zu Angesicht (Faccia a faccia)
- 1968: Der Einsame (L’ira di Dio)
- 1969: Blutiges Blei (Il prezzo di potere)
- 1969: 1944 – Die Brücke über die Elbe (No importa morir)
- 1969: Stukas über London (La battaglie d’Inghilterra)
- 1970: Chrysanthemen-Bande (La banda de los tres crisantemos)
- 1970: Dracula jagt Frankenstein
- 1970: El Condor
- 1970: Gold Warriors (Sti mahi tis Kretis)
- 1970: Der Größte aller Freibeuter (Il corsario)
- 1971: Catlow – Leben ums Verrecken (Catlow)
- 1971: Dans la poussière du soleil
- 1972: Horror-Expreß (Pánico en el Transiberiano)
- 1972: Die Schatzinsel (Treasure Island)
- 1972: Viva Pancho Villa (El desafío de Pancho Villa)
- 1973: Der Mann aus El Paso (Un hombre llamado Noon)
- 1973: Die drei Musketiere (The Three Musketeers)
- 1973: Le guerriere dal seno nudo
- 1974: Die heiße Nacht der Killer (La muerte llama a las 10)
- 1974: Die vier Halunken der Königin (The Four Musketeers)
- 1975: Beruf: Reporter (Professione: reporter)
- 1975: Eleonore (Leonor)
- 1975: Der Exorzist und die Kindhexe (La endemoniada)
- 1975: Zwei irre Typen mit ihrem tollen Brummi (Simone e Matteo: Un gioco da ragazzi)
- 1976: Die Abrechnung (La ultima jugada)
- 1977: Nido de viudas